# Брасуэло-де-Папаяль
Брасуэло-де-Папаяль (исп. Brazuelo de Papayal) — муниципалитет на севере Колумбии, на территории департамента Боливар. Население — 14 980 человек (2015).

## История
Муниципалитет был образован в результате референдума, проведённого 23 января 2011 года. В состав новообразованной административной единицы вошли пять сельских районов (corregimientos), выделенных из трёх муниципалитетов: 
- Папаяль (Papayal), Плайитас (Playitas), Эль-Вараль (El Varal) — из муниципалитета Сан-Мартин-де-Лоба,
- Эль-Пиньяль (El Piñal) — из муниципалитета Рехидор,
- Буэнос-Айрес (Buenos Aíres) — из муниципалитета Эль-Пеньон[2].